# Hundebrücke
Die Hundebrücke ist eine denkmalgeschützte Bogen- und Eisenfachwerkbrücke über den Deilbach und die Bahnstrecke Wuppertal-Vohwinkel–Essen-Überruhr zwischen den Essen Stadtteilen Byfang und Kupferdreh. Sie ist Bestandteil der Museumslandschaft Deilbachtal und ist ein Standort der Route der Industriekultur. Heute dient die Hundebrücke als Rad- und Fußweg. Die ehemalige Trasse der Prinz-Wilhelm-Eisenbahn ist heute ein Teil der S-Bahn-Linie 9, zwischen Wuppertal und Borken. Zum Ausbau der Bahntrasse als S-Bahn wurde die Stahlkonstruktion der Brücke in den 1990er Jahren angehoben und restauriert.

## Geschichte
Die Brücke wurde 1880 von dem Steinbruchbetreiber Hermann Baumotte und im Zuge der Entstehung der Zeche Victoria errichtet. Während der Brückschlag über den Deilbach als Dreibogenbrücke aus Bruchsteinmauerwerk aus Ruhrsandstein errichtet wurde, ist der sich anschließende Brückenschlag über die Bahngleise der 1830 eröffneten  Prinz-Wilhelm-Eisenbahn als Eisenfachwerkbrücke ausgeführt worden. Die schmale Brücke verband über eine Lorenbahn den Steinbruch Voßnacker Weg mit der Eisenbahn.

## Funktion
Die Brücke diente primär dem Verladen der Steine auf die Eisenbahn. Die Abfahrt verlief parallel zur Bahntrasse (siehe Foto) und diente als  Laderampe. Von hier aus wurden die Steine aus den Hunden in die Eisenbahnwagen gekippt.

## Der Name
Der Name Hundebrücke leitet sich von den Wagen der darüber führenden Lorenbahn ab. Diese Wagen, gewöhnlich als „Loren“ bezeichnet, wurden im Ruhrgebiet „Hunde“ genannt. Diese Kohlenhunde stammten ursprünglich aus dem Bergbau. Sie hatten einen sehr engen Radstand, damit sie in engen Kurven beweglich waren und bei Entgleisungen schnell wieder auf die Schienen gehebelt werden konnten. Während der Fahrt wackelten die Wagen jedoch hin und her, so wie ein laufender Hund. Die Bezeichnung Hunten wird zwar gelegentlich auch verwendet, ist aber nur eine alte Schreibweise für „Hunde“.